# كريس أبوت
كريس أبوت (بالإنجليزية: Chris Abbott)‏ (و. 1983  م) هو لاعب هوكي الجليد كندي، ولد في سارنيا، أونتاريو.

## روابط خارجية
- كريس أبوت على موقع EliteProspects.com (الإنجليزية)
- كريس أبوت على موقع HockeyDB.com (الإنجليزية)